# Parafia św. Michała Archanioła w Skrzyszowie
Parafia pw. św. Michała Archanioła w Skrzyszowie – katolicka parafia w dekanacie gorzyckim, istniejąca od 1936 (rok wybudowania kościoła). Wcześniej w Skrzyszowie istniała parafia pw. św. Wawrzyńca.

## Historia parafii

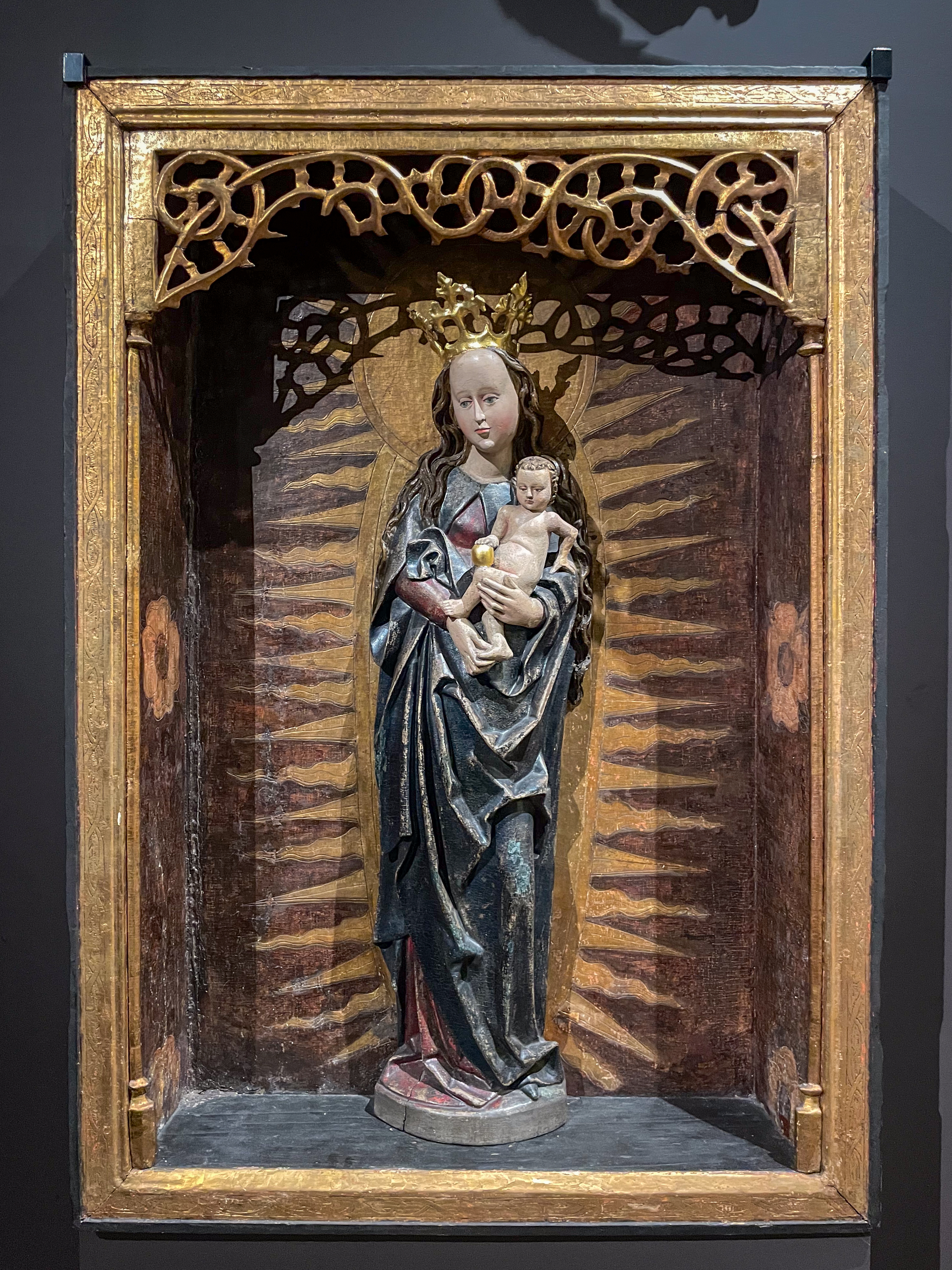
Madonna z Dzieciątkiem ze Skrzyszowa, ok. 1505

Została wymieniona po raz pierwszy w spisie świętopietrza sporządzonym przez archidiakona opolskiego Mikołaja Wolffa w 1447 pośród innych parafii archiprezbiteratu (dekanatu) w Żorach pod nazwą Krischaw, zaś od XVI w. do dekanatu wodzisławskiego.
Następny udokumentowany fakt to dopiero budowa przez właścicieli wsi, Skrzyszowskich, pod koniec XVI wieku nowego kościoła, który przetrwał do XX wieku i ufundowanie do niego w 1600 ołtarza św. Wawrzyńca. Historia pielgrzymki wodzisławskiej do Skrzyszowa świadczy jednak o tym, że również poprzedni kościół skrzyszowski był pod tym wezwaniem. Mimo szerzącej się w XVII wieku reformacji ludność Skrzyszowa w 1650 roku była w większości katolicka. W 1660 do parafii skrzyszowskiej dołączono Godów. W 1660 roku wspomniany jest jako skrzyszowski proboszcz ks. Paweł Kasparides, którego późniejsze losy nie są znane. Z protokołu wizytacji kanonicznej w 1679 roku wynika, że w posiadłościach parafialnych istniały liczne długi, a probostwo, całkowicie zniszczone, nie nadawało się do zamieszkania. Inwestyturę nad beneficjum skrzyszowskim otrzymał w 1685 proboszcz z Mszanej, ks. Jerzy Tomaszny. W 1796 roku Andrzej Wysłucha, przedstawiciel rodu Wysłuchów – którzy piastowali dziedziczny urząd sołtysa w Skrzyszowie, ufundował do Kościoła parafialnego spiżowy dzwon, odlany w pobliskiej Opawie. Od 1841 roku Skrzyszowianie zwracali się do Kurii biskupiej we Wrocławiu z prośbą o odłączenie Skrzyszowa od Mszany. Dopiero w 1855 biskup wrocławski Heinrich Förster utworzył lokalię, a w 1868 roku reaktywował parafię. W jej skład weszły również Krostoszowice i Podbucze.
Kiedy nowym proboszczem w Skrzyszowie został ks. Robert Wallach, zaproponował on budowę nowego kościoła. Stary był już zbyt mały dla dużej parafii skrzyszowskiej. 1 maja 1933 rozpoczął budowę nowej świątyni. Mimo trudnej sytuacji materialnej kościół pod wezwaniem św. Michała Archanioła (ze swoją powierzchnią 750 m² jeden z największych i najwyższych w okolicy) stanął w przeciągu 3 lat i poświęcony został w dniu 26 października 1936 r. W roku 1940, kiedy wojska niemieckie zabierały ze wszystkich okolicznych kościołów dzwony do przelewu na amunicję, Antoni Wysłucha, potomek Andrzeja Wysłuchy – fundatora dzwonu, wynegocjował z żołnierzami pozostawienie dzwonu w kościele parafialnym, w czym miał poparcie większości mieszkańców Skrzyszowa. Pozostałe dwa dzwony znajdujące się w kościele zabrano. W trakcie przejścia frontu w 1945 roku kościół został poważnie uszkodzony. Po wojnie budynek odbudowano, ale władze komunistyczne nie wyraziły zgody na odbudowę wieży w jej pierwotnym stanie. Pozostała ona ścięta i zakończona jedynie czterema narożnymi krzyżami. W pierwotnej formie odbudowano ją dopiero za kadencji ks. Józefa Piekorza, odnowione zostało również całe wnętrze kościoła – ściany i wyposażenie. Zabytkowy dzwon ufundowany przez ród Wysłuchów został w 1973 roku wypożyczony do parafii w Kaczycach w powiecie cieszyńskim, gdzie znajduje się do dziś.

### Wodzisławska pielgrzymka do Skrzyszowa
W 1536 roku nad Wodzisławskim Państwem Stanowym przeszła ogromna długotrwała ulewa. Powstała powódź zniszczyła większość grobli na miejscowych stawach a miastu Wodzisław groził potop. Gdy ulewa ustała w dniu św. Wawrzyńca, wodzisławianie złożyli przysięgę, że co roku będą chodzić do Skrzyszowa z poświęconym obrazem na odpust św. Wawrzyńca. Pielgrzymki wodzisławskie przychodzą do Skrzyszowa do dziś, jednak zamiast obrazu noszą figurę Chrystusa Frasobliwego.

## Proboszczowie
Źródło: 
- ks. Henryk Ring (1855–1886)
- ks. Wincenty Sobel (1886–1889)
- ks. dr Edmund Sladeczek (1889–1924)
- ks. Jan Matejczyk (1924–1932)
- ks. Robert Wallach (1932–1955)
- ks. Walter Gajda (1955–1968)
- ks. Zygmunt Perdyła (1969–1983)
- ks. Andrzej Matura (1983–1984)
- ks. Józef Piekorz (1984–2006)
- ks. Witold Tatarczyk (2006–nadal)

### Księża pochodzący z parafii
Źródło: 
- ks. Augustyn Świętek (święcenia 1851)
- ks. Leopold Świętek (święc. 1857)
- ks. Franciszek Sitek (święc. 1904)
- ks. Sylwester Durczok (święc. 1936)
- ks. Leon Szkatuła (święc. 1938)
- ks. dr ppłk Jan Szkatuła (święc. 1940)
- ks. Emil Durczok (święc. 1951)
- ks. Alojzy Sitek (święc. 1954)
- ks. inf. Paweł Pyrchała (święc. 1957)
- ks. Ireneusz Tosta (święc. 1982)
- ks. Edward Toman SDS (święc. 1985)
- ks. Ireneusz Bem SDS (święc. 1989)
- ks. Krzysztof Fulek (święc. 1989)
- ks. dr Wiesław Hudek (święc. 1994)
- ks. Mieczysław Sitek (święc. 2004)
- ks. dr Dawid Ledwoń (święc. 2009)